# 11809 Shinnaka
A 11809 Shinnaka (ideiglenes jelöléssel (11809) 1981 EG18) a Naprendszer kisbolygóövében található aszteroida. Schelte J. Bus fedezte fel 1981. március 2-án.

## Kapcsolódó szócikk
- Kisbolygók listája (11501–12000)